# 夷之
夷之，在《孟子》書中又稱為墨者夷之、夷子，夷氏，名之，戰國時人，生卒年不詳，是一位墨者。夷之主張厚葬父母，而與墨家的節葬思想有出入。他曾透過徐辟問學於孟子，後來可能離開墨家之門，成為孟子弟子。

## 生平
夷之曾透過徐辟求見孟子，孟子最初以病推辭，再次求見後，孟子則問夷之為何不依墨家學說薄葬家人，而是厚葬其尊親。夷之回答愛應是沒有差別的，只是從親人先做起罷了。徐辟轉告孟子後，孟子以嬰孩將入井以及古時孝子埋葬父母的例子，質疑夷之兼愛的理念，並指出其思想與行為互相矛盾的問題。夷之聽說後，感慨的受教。